# Pfarrkirche Schandorf

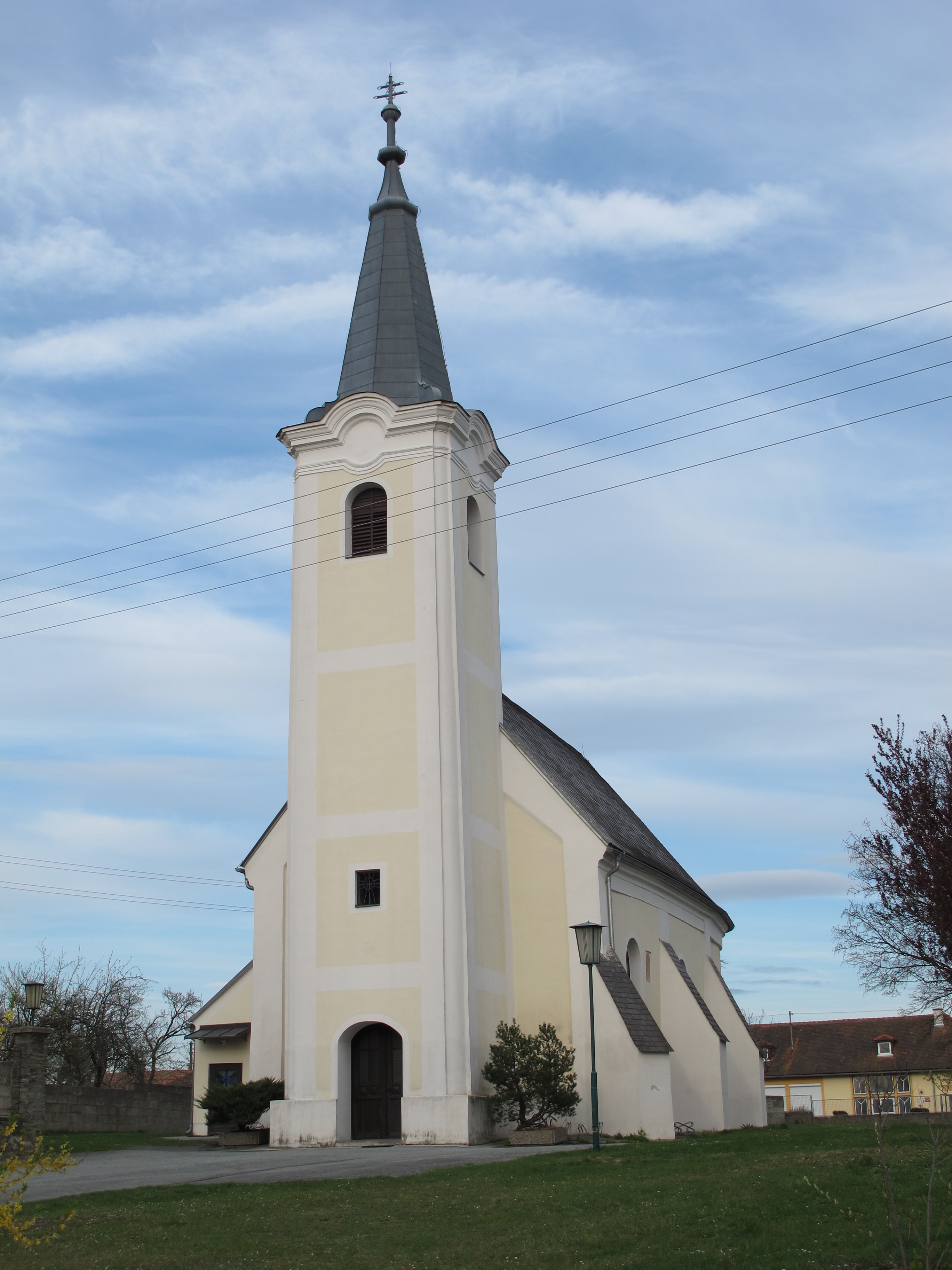
Kath. Pfarrkirche hl. Anna in Schandorf

Die römisch-katholische Pfarrkirche Schandorf steht in der Ortsmitte der Gemeinde Schandorf im Bezirk Oberwart im Burgenland. Sie ist der heiligen Anna geweiht und gehört zum Dekanat Rechnitz in der Diözese Eisenstadt. Das Bauwerk steht unter Denkmalschutz.

## Geschichte
Vor 1244 wurde in Schandorf die erste Pfarre errichtet. Im westlichen Teil des Kirchenschiffes besteht die Kirche aus romanischem Mauerwerk.  In den Jahren 1755 und 1756 erfolgte eine Renovierung und der Neubau des Turmes. 1835 wurde die Kirche Richtung Osten verlängert und neu eingewölbt. 1972 wurde die Kirche innen, 1978 außen renoviert. Dabei wurde das Südportal mit Resten von Bemalung aus der Zeit um 1300 freigelegt.

## Kirchenbau
Kirchenäußeres
Die Kirche ist ein kleiner Bau mit ungegliedertem Westturm und halbrunder Apsis. Im Bogenfeld des freigelegten Südportals ist eine ikonenartige Madonnendarstellung. Über dem Hauptportal ist eine gemalte Kartusche von 1697. Die Nordsakristei wurde 1972 zum Kirchenschiff hin geöffnet.
Kircheninneres
Das Kirchenschiff ist dreijochig. Zwischen breiten Gurtbögen, die auf Pilastern ruhen, ist Platzlgewölbe. Im Westjoch ist eine dreiachsige Empore über Platzlgewölben. Sie ruht auf im Kern romanischen Stützen. In der Apsis ist Kappengewölbe zwischen Gurtbögen. Die beiden Deckengemälde von 1927 malte Josef Rotter.

## Ausstattung
Der Hochaltar wurde 1760 und 1761 gebaut. Er ist ein einfacher spätbarocker Altar mit Säulen und Pilastern. Am Aufsatz sind Putten und die Trinitas dargestellt. Das Altarbild malte Adolf Reissig im Jahr 1890. Die seitlichen Figuren stellen die Apostel Petrus und Paulus dar. Der Altar wurde 1880 und 1971 restauriert. Die Orgel aus 1950 mit 7 Registern wurde von Josef Huber aus Eisenstadt gebaut.

## Glocken
Die ursprüngliche Glocke wurde von Andreas Haller 1821 in Szombathely gegossen und befindet sich heute in Privatbesitz.